# Annisa Pohan
Annisa Larasati Pohan, née le 20 novembre 1981 à Boston est une actrice mannequin et présentatrice indonésienne d'origine américaine,.